# Raúl Barboza
Pour les articles homonymes, voir Barboza.
Raúl Barboza né le 22 juin 1938 à Buenos Aires, Argentine est un musicien et accordéoniste ambassadeur du style musical chamamé et de la musique du Litoral.
Il réalisé plus de 30 albums originaux et  a participé à plus de 9 films.

## Biographie
Il s'installe en France en 1987 d'où il diffuse pour la première fois le style musical chamamé.
Son album Raúl Barboza, paru en France en 1993 remporte le premier Grand prix de l'Académie Charles-Cros,le prix événement Télérama, le Diapason d'Or et le Choc du Monde de la Musique.
Il a été nommé Chevalier des arts et des lettres.

## Discographie

### En Argentine
- Presentando al nuevo idolo del Litoral (1964), CBS-Columbia, 8468.
- El talento de Raulito Barboza, CBS-Columbia, 8720.
- Raulito Barboza con las grandas voces del Litoral, CBS-Columbia, 8814.
- Viajando por el Litoral con Raulito Barboza, CBS-Columbia.
- Bailando folklore con Raulito Barboza, Harmony, 7109.
- Bienvenido Raúl Barboza (1968), Polydor, 21009.
- El nuevo sonido para el Litoral (1970), Polydor, 2422004.
- Soy Raúl Barboza (1971), Polydor, 2422020.
- Bailando con Raulito Barboza y su conjunto (1972), Polydor, 2422027.
- Únicos, Philips, 8011.
- Eduardo Falú, Ariel Ramirez, Jaime Torres, Raúl Barboza, Unico Microfon, PROM 372.
- Coronación del chamame (1973), Polydor, 2952005.
- Para que baile mi gente (1974), Microfon, PROM 490.
- Raúl Barboza, Microfon, PROM 6405.
- Los Grandes del litoral Vol. 1 (1976), accompagne Coco Díaz.
- Los Grandes del Litoral Vol. 2 (1977), accompagne Los Reyes del Chamamé.
- Tango (1977), EMI-Odeon, 6489.
- Homenaje al Paraguay, Polydor.
- Chamamés, Music Hall, 60110.
- Vivencias (1979), EMI-Odeon, 6968.
- Raulito Barboza, Polydor, 25226-4.
- Chamigo baile (1980), EMI-Odeon, 6157.
- Bienvenido chamame (1981), EMI-Odeon, 6311.
- En buena compañía, avec Victor Velázquez, EMI Odeon, 6232.
- Mateando con Landriscina, con Landriscina, Philips, 6388004.
- Mercedes Sosa en Argentina (1982), accompagne Mercedes Sosa, Philips, 4609/10.
- Misa Criolla, divers artistes, Philips, 67124.
- Para que baile mi gente, Microfon, PROM 490.
- Pintada, accompagne Emilio del Guercio (1983), Microfon, sub-s 80236.
- Rapsodia correntina (1983), CBS-Columbia, 8692.
- Quinteto Tiempo, De lejos vengo, accompagne Quinteto Tiempo, Sasy-Musical, 1015.
- El canto a la nieve, accompagne Mario Pirén, (1985), El arca de Noe, 3010.
- Cosquín VII Festival, divers artistes, CBS Columbia, 2506, PEM 1122.
- Boliche de pueblo chico (1985), Cabal, 48024.
- Correntinas (1993), accompagne Ramona Galarza y Teresa Parodi.
- Correntinas II (1995), accompagne Ramona Galarza y Teresa Parodi.
- La tierra sin mal (1999), Sello La Lichère - Frémeaux & Associés / La Trastienda Discos, r. LTD 04.
- Pájaro Chogüí, avec Juanjo Domínguez (2000), Epsa 0011.
- Cherogapé (2003), Epsa 0339.

### En France
- Paris Musette, volume 1 (1990), interprète «La Foule» («Que nadie sepa mi sufrir»), Label La Lichère - Frémeaux & Associés, CD LLL 137.
- Trop de routes, trop de trains, accompagne Les Primitifs du futur (1992) - Label La Lichère - Frémeaux & Associés, CD LLL 247.
- Dimey chante Dimey, accompagne Dominique Dimey, (1993), Auvidis, A 6198.
- Raúl Barboza (1993), Label La Lichère -  Frémeaux & Associés, CD LLL 167.
- Les P’tits loups du jazz, divers artistes, EM CD 595.
- La tierra sin mal (1995), Label La Lichère - Frémeaux & Associés, CD LLL 257.
- Cesária (1995), accompagne Cesária Évora, BMG, 74521246562.
- Les Musiciens du monde à Paris (1996), divers artistes, Ministère de la Culture, 97MSP04.
- Hollywood-Paris (1997) accompagne l'accordéoniste Ildo Patriarca, Frémeaux & Associés, FA 427.
- Les Allumés du Jazz, divers artistes, Le collector - ADJ 002.
- Quartet Elan, «Live», accompagne Quartet Elan, Saravah, SHL 2086.
- Itci go itchi e (1998), accompagne Pierre Barouh, Saravah, SHL 2089.
- Raúl Barboza / Juanjo Domínguez (1999), Label La Lichère - Frémeaux & Associés, CD LLL 277.
- Anthologie + Concert à Montmagny, Québec (1999), Frémeaux & Associés / Radio Canada, CD FA 180.
- Confidential (2001), Label Frémeaux & Associés - La Lichère, CD LLL 317.
- En vivo en la Argentina (2002), Label Frémeaux & Associés - EPSA - La Lichère, CD LLL 319 et DVD FA 4013.
- El árbol y el colibrí (2009), Label Alternativa Musical Argentina.
- Luz de amanecer (2011), Label Alternativa Musical Argentina.
- Rencontre à Paris avec Daniel Colin (2012), Frémeaux & Associés
- Chamamémusette avec Francis Varis et Zé Luiz Nascimento (2014), Indep. France.
- Ruta 40 avec Daniel Díaz  (2014), Cezame Music France.
- Barboza Cuarteto (2016), Label Alternativa Musical Argentina.
- Tango (2019), Label PBI Musica.
- 12 De Julio En Paris avec Daniel Díaz et Norberto Pedreira (2019), Indep. France.
- Souvenirs Panamericanos con  Daniel Díaz (2023) Cezame Music France[1].

### Au Brésil
1. Los caminantes (1979), Isaec, 02-2010.
2. Sin fronteras. Raulito Barboza (1984), Poligram, 8236181.
3. João Chagas Leite (1985), accompagne João Chagas Leite, Chantecler, LP 2-04-405-154.

### Au Japon
1. Chamigo baile (1980), EOS, 81404.
2. Raúl Barboza, Label La Lichère - Frémeaux & Associés / Epic Sony, réf. ESCA 6073.
3. Martin Saint-Pierre, De Paris à Tokyo (1992), accompagne le percussionniste Martin Saint-Pierre, AMA, 5845.
4. Izumi Yukimura chante la Musette (1994), accompagne Izumi Yukimura, EMI, TOCT 8465.

### En Allemagne
1. King of chamame (1989), Erde Records, 001.
2. Collaborations, artiste invité.

### En Espagne
1. José Carreras, Misa Criolla (1987), accompagne dans le chamamé La anunciación, Philips, 420955.
2. Jairo, Cielos (1994), accompagne Jaïro, TST Producción, CD 51228.

### En Hollande
1. Warande espress (1996), PAN 1997 WAR.

## Filmographie
1. Mire que es lindo mi país (1981)
2. El canto cuenta su historia (1976)
3. Argentinísima II (1973)
4. Argentinísima (1971)
5. Ya tiene comisario el pueblo (1967)
6. Cosquín, amor y folklore (1965)
7. Viaje de una noche de verano (1965)
8. Buenas noches, Buenos Aires (1964)
9. Los inundados (1962) de Fernando Birri
10. Alto Paraná (1958)
11. El Sentimiento de Abrazar (2001), un film de Silvia di Florio, Frémeaux & Associés, DVD FA 4008
12. En Vivo en la Argentina (2002), concert filmé par Silvia di Florio, DVD FA 4013